# Arizona Veterans Memorial Coliseum
El Arizona Veterans Memorial Coliseum es un estadio multi-propósito de 14 870 asientos en Phoenix, Arizona, ubicado en los terrenos de la Feria Estatal de Arizona. Es comúnmente denominado simplemente el Coliseo.

## Historia
Informes periodísticos señalan que la Comisión de la Feria Estatal de Arizona inició la planificación de una "Centro de Exposición de la Feria del Estado de Arizona " en el otoño de 1962. La Comisión previa una instalación cubierta que podría ser utilizado durante la Feria Estatal, así como durante todo el año. En 1964, Phoenix arquitecto Leslie Mahoney presentado la comisión con los planes definitivos, y la construcción comenzó ese verano. Tucson arquitecto Lew Lugar también participó en el diseño, y la empresa de ingeniería estructural se TY Lin International. 
La única forma de silla, la tensión de cable techo, el apoyo a más de 1000 paneles prefabricados de hormigón, se consideró una innovadora ingeniería arquitectónica en el momento. El edificio también contiene una serie de murales del artista de Phoenix Paul Coze. 
En abril de 1965, el nombre fue oficialmente cambiado en honor a los veteranos de guerra de Arizona . 
Hubo una primera controversia sobre si el alcohol se sirve en la nueva instalación, pero la legislación se firmó en abril de 1965 por el gobernador Sam Goddard para proporcionar limitado las ventas de bebidas alcohólicas. 
El Coliseo abrió el 3 de noviembre de 1965, con una producción de hielo de los locos. El coste final se estima en 7 millones de dólares. 

## Los inquilinos
Este distintivo escenario con su silla en forma de techo, cuenta con 13 730 asientos para partidos de hockey sobre hielo y 14870 para baloncesto. Fue la sede de los Phoenix Roadrunners de la Asamblea Mundial de la Salud de 1974-1977 y de la ahora desaparecida Liga Internacional de Hockey desde 1989 hasta 1996, los Phoenix Suns de la 1968-1992 de la NBA, los Arizona Thunder of the World Indoor Soccer League de 1998-2000, y los Phoenix Mustangs de la ahora extinta-WCHL de 1999-2000. El Coliseo volvió a albergar deportes profesionales a partir de 2006, cuando el Phoenix Flame de la IBL jugó allí partidos en casa hasta su traslado a la Universidad del Gran Cañón. El Coliseo fue cariñosamente denominado "The Mad House en McDowell", debido a que la McDowell Road es la calle en Phoenix donde se encuentra. 
El Coliseo también albergó la Phoenix Inferno también conocido como el Fénix Orgullo de la MISL de 1980 a 1983 
Se acogió la 1975 NBA All-Star Game y CMM luchar la guerra de 1991. El Coliseo fue también acogida a los Phoenix equipo Mustangs de hockey como parte de la Costa Oeste de Hockey League y el de Phoenix Eclipse ABA equipo de baloncesto. La ABA regresará al Coliseo, como el Phoenix fantasmas que ha seleccionado como escenario uno de sus tres sedes. 
El escenario sigue abierto para algunos eventos, a pesar de que la izquierda Suns en 1992 para la America West Arena (ahora EE.UU. Airways Center). La Feria Estatal de Arizona calendarios de conciertos, espectáculos de comedia y otros eventos en el Coliseo durante la Feria anual de la temporada (que comienza cada mes de octubre). Hasta hace poco acogió porciones de Arizona la escuela secundaria campeonatos de baloncesto, pero los que han sido trasladados a las nuevas Jobing.com Arena. 
En el otoño de 2005, el Coliseo protegido hasta 2500 los evacuados de Nueva Orleáns a raíz del huracán Katrina. Los evacuados fueron trasladados a otra vivienda a la hora de apertura de la Feria que de octubre. 
También alberga la feria más grande de venta en el Oeste de libros, VNSA la venta de libros, durante el mes de febrero. 
El 8 de enero de 2008, el candidato presidencial Barack Obama se celebró un mitin en el Coliseo. Gobernador de Arizona Janet Napolitano y Caroline Kennedy fueron parte del rally. 